# 키시너우 급수탑
키시너우 급수탑(루마니아어: Turnul de apă din Chișinău)은 몰도바 키시너우에 있는 급수탑이다.
알렉산데르 베르나다치의 프로젝트에 따라 19세기 말에 건설되었다. 키시너우의 물 공급의 주요 부분이었다. 윗층은 나무로 지어졌고 지진으로 파괴되었다. 1980년에서 1983년 사이에 재건되었다. 현재는 15세기에서 20세기까지의 유물을 소장하고 있는 키시너우 박물관(루마니아어: muzeul orașului Chișinău)이 들어서 있다. 윗층은 고전과 현대의 그림과 사진을 전시하는 공간이며 다양한 문화 행사도 열린다.